# Bitka kod Doboja 1415.
Bitka kod Doboja bitka koja se odigrala 10. kolovoza 1415. godine kod Dobojske tvrđave. Sukobile su se snage Hrvatskog Kraljevstva i snage pristaša Hrvoja Vukčića Hrvatinića pomognute snagama Osmanskog Carstva.

## Uvod
Godine 1398. utjecao je Hrvoje Vukčić Hrvatinić na izbor kralja Ostoje za bosanskoga kralja.
Kad je umro hrvatsko-ugarski kralj Ludovik I., sudjelovao je Hrvatinić u dinastičkim borbama kao protivnik kralja Sigismunda Luksemburgovca i na strani Ladislava Napuljskoga. Potonji mu je 1391. godine na upravu povjerio banovine Dalmaciju i Hrvatsku.
Kad je za hrvatsko-ugarskoga kralja 1403. godine okrunjen Ladislav Napuljski, Hrvatinića je postavio za glavnog namjesnika u Ugarskoj, Hrvatskoj, Dalmaciji i Bosni te ga imenovao hercegom splitskim, darovavši mu uz to otoke Brač, Hvar i Korčulu, čime je Hrvoje Vukčić Hrvatinić stekao naslov hercega Splita, potkralja Dalmacije i Hrvatske, velikog vojvode bosanskog i kneza Donjih kraja.
S vremenom se sukobio s bosanskim kraljem Ostojom. Hrvatinić je utjecao na to da se Ostoju svrgne s prijestolja i izabere novi bosanski kralj, Tvrtko II. Tvrtković (1404. godine). U Bosni se potom pod vodstvom Hrvatinića i kralja Tvrtka II stvorio pokret protiv Ugarske i kralja Žigmunda Luksemburgovca. 
Preokret se zbiva 1408. godine. Žigmundovim upadom u Bosnu koji je rezultirao paleži Dobora i pokoljem bosanske vojske, Hrvoje je prešao na Žigmundovu stranu, zadržavši sve naslove i uprave koje je imao.
Ugarska pobjeda u Bosni označila je stvarno slabljenje moći Hrvatinića. K tome ponovo je 1412. za bosanskog kralja izabran Ostoja, kralj na čije je svrgavanje utjecao Hrvatinić. 
Pristanak uz Žigmunda nije pomogao Hrvatiniću. 
1413. je godine kralj Žigmund (Sigismund) Hrvatinića proglasio veleizdajnikom.
Nakon mnogih sukoba Žigmund je oduzeo Hrvoju župu Sanu, otoke Brač, Hvar i Korčulu, a Split uzeo pod svoju zaštitu. 
Hrvoje je tada zatražio pomoć nezadovoljnih bosanskih velikaša i Osmanlija. 

## Bitka
10. kolovoza 1415. kod Dobojske tvrđave, Hrvatinićevog posjeda, srazile su se vojska Hrvatinićevih pristaša iz Bosne potpomognuta turskim snagama. Hrvatinićeve su snage pobijedile ugarsko-hrvatsku vojsku. U bitci je zarobljen slavonski ban Pavao Čupor Moslavački i požeški župan Ivan VII. Gorjanski.
Ugarska vojska bila je poražena kod Doboja 1415., što je otvorilo put osmanskomu prodoru u Bosnu, a sljedeće je godine Hrvoje umro.